# ديوغو دي أزامبوجا
ديوغو دي أزامبوجا (بالإنجليزية: Diogo de Azambuja) كان نبيلًا ومستكشفًا برتغاليًا.